# ORP Hetman Chodkiewicz
ORP „Hetman Chodkiewicz” – rzeczny statek uzbrojony, później statek uzbrojony obrony przeciwlotniczej Marynarki Wojennej II RP.
Statek typu bocznokołowiec wchodzący w skład Flotylli Rzecznej Marynarki Wojennej początkowo jako statek uzbrojony, a w latach trzydziestych po modernizacji i zmianie uzbrojenia statek uzbrojony obrony przeciwlotniczej.
W 1939 roku wchodził w skład II dywizjonu Flotylli Rzecznej. W chwili wybuchu wojny został zakotwiczony w rejonie Mostów Wolańskie na rzece Prypeć. W dniu 8 września wziął udział w obronie mostów w czasie ataku lotnictwa niemieckiego i zestrzelił kilka samolotów (trzy lub cztery). W dniu 11 września po podporządkowaniu Flotylli Rzecznej dowódcy Okręgu Korpusu IX gen. bryg. Franciszkowi Kleebergowi wszedł w skład pododcinka „Mosty Wolańskie”, który miał za zadanie obronę tych mostów i w razie zagrożenia ich zniszczenia.
W dniu 17 września, po wkroczeniu wojsk radzieckich na teren Polski, statek pozostawał w rejonie Mostów Wolańskich. W dniu 18 września 1939 roku został zatopiony przez własną załogę, zgodnie z rozkazem gen. F. Kleeberga o zniszczeniu sprzętu wodnego przed wkroczeniem wojsk radzieckich. Załoga statku wraz z innymi marynarzami Flotylli Rzecznej dotarła do Moroczna, gdzie weszła w skład grupy gen. Orlika-Rückemanna.
Dowódca:
- por. mar. rez. Edward Kulesza (1939)